# Peter A. Diamond
Peter Arthur Diamond (* 29. dubna 1940, New York) je americký ekonom, který v roce 2010 spolu s Dalem T. Mortensenem a Christopherem A. Pissaridesem získal Cenu Švédské národní banky za rozvoj ekonomické vědy na památku Alfreda Nobela za „analýzu trhů práce zatížených náklady na vyhledávání“. V roce 1960 získal bakalářský titul v matematice na Yaleově univerzitě a v roce 1963 Ph.D. na Massachusettském technologickém institutu. V roce 1966 na MIT začal pracovat a od roku 1997 je zde hlavním profesorem ekonomie.